# Farsund
Farsundⓘ ist eine Kommune im norwegischen Fylke Agder. Die Kommune hat 9880 Einwohner (Stand: 1. Januar 2025). Verwaltungssitz ist die gleichnamige Stadt Farsund.

## Geografie

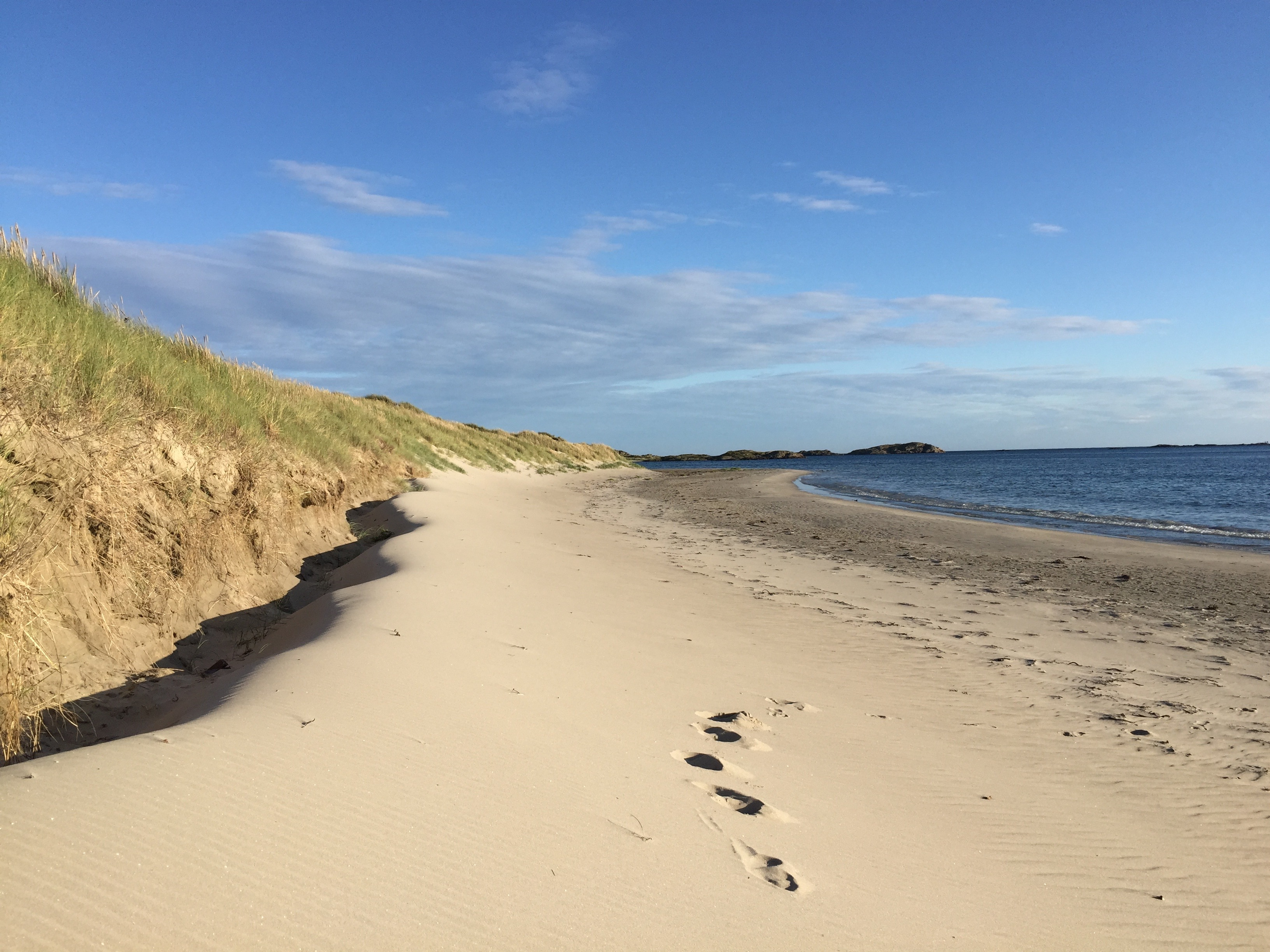
Strand auf der Halbinsel Lista

Die Gemeinde liegt an der Südküste Norwegens und grenzt an Flekkefjord im Nordwesten, Kvinesdal im Norden und Lyngdal im Osten. Die Grenze zu Flekkefjord verläuft im Listafjord, welcher sich von Südwesten kommend in das Land einschneidet. Ein Teil der Ostgrenze verläuft im Rosfjord. Ein weiterer sich in die Gemeinde einschneidender Fjord ist unter anderem der Lyngdalsfjord, mit den Seitenarmen Åptefjorden, Drangsfjorden und Framvaren.
Die zwischen den Fjorden Listafjorden und Rosfjorden liegende Halbinsel wird auch Lista genannt. Im Südosten der Halbinsel befindet sich die Stadt Farsund, weiter westlich liegt Vanse. Entlang der Küste befinden sich die Leuchttürme Lista fyr, Varnes fyr und Søndre Katland fyr. Die höchste Erhebung ist der Lyfjellet an der Grenze zu mit einer Höhe von 486,6 moh. Lyngdal.

## Einwohner
Nach dem Zweiten Weltkrieg ging die Einwohnerzahl der Gemeinde leicht zurück. Nach dem Aufbau der Aluminiumindustrie im Jahr 1967 begann sie wieder anzuwachsen. In der Gemeinde liegen mehrere sogenannte Tettsteder, also mehrere Ansiedlungen, die für statistische Zwecke als eine städtische Siedlung gewertet werden. Diese sind Farsund mit 3500, Vanse mit 2057 und Vestbygda mit 1143 Einwohnern (Stand: 1. Januar 2024).
Die Einwohner der Gemeinde werden Farsundar oder Farsunder genannt. Offizielle Schriftsprache ist wie in einigen weiteren Kommunen in Agder Bokmål, also die weiter verbreitete der beiden norwegischen Sprachformen.
| Jahr          | 1986 | 1990 | 1995 | 2000 | 2005 | 2010 | 2015 | 2020 | 2025 |
| ------------- | ---- | ---- | ---- | ---- | ---- | ---- | ---- | ---- | ---- |
| Einwohnerzahl | 9504 | 9349 | 9238 | 9630 | 9479 | 9410 | 9596 | 9691 | 9880 |

## Geschichte

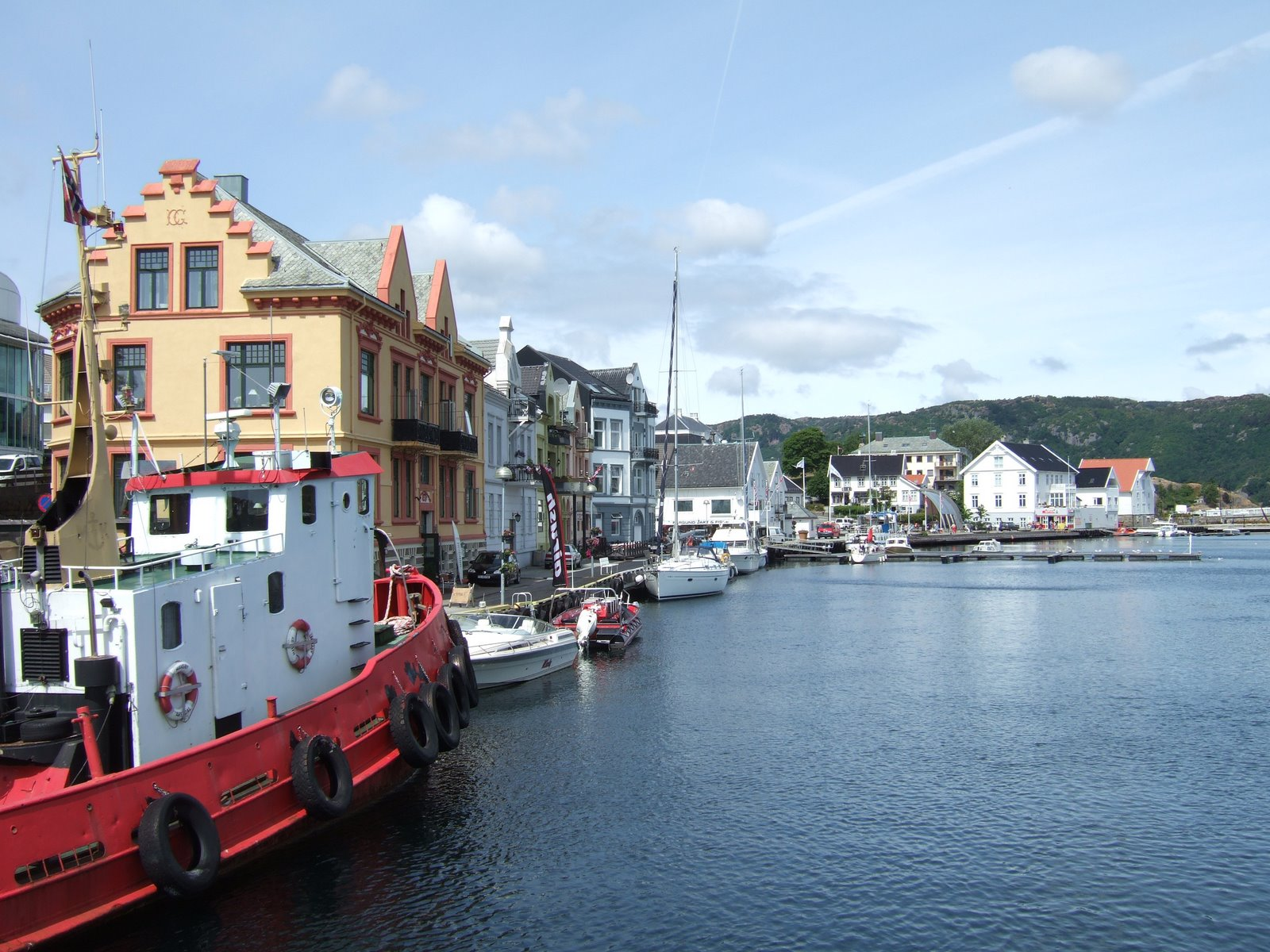
Blick auf Farsund

Funde aus der Steinzeit zeigen, dass es in Lista bereits früh Siedlungen gab. Als Gründer der Stadt Farsund gilt Jochum Brinch Lund, der von dort aus Handel mit Orten in ganz Europa startete. Im Jahr 1795 erhielt Farsund die Berechtigung, Handel und Seefahrt zu betreiben. Ein großer Teil der Bebauung im Ort Farsund ging bei einem Stadtbrand im Jahr 1901 verloren. Die Residenz der Familie Lund brannte 1940 ab und wurde danach wieder aufgebaut. Heute dient es als Rathaus.
Zum 1. Januar 1965 wurden die Gemeinden Herad mit 359, Spind mit 606 und Lista mit 4544 Einwohnern in Farsund eingegliedert. Farsund hatte zuvor 2208 Einwohner. Die Gemeinde Spind war im Oktober 1893 aus der Aufspaltung von Herad hervorgegangen und hatte zu diesem Zeitpunkt 1410 Einwohner. Bis zum 31. Dezember 2019 gehörte Farsund dem damaligen Fylke Vest-Agder an. Dieses ging im Zuge der Regionalreform in Norwegen in das zum 1. Januar 2020 neu geschaffene Fylke Agder über.

## Wirtschaft und Infrastruktur

### Verkehr
Durch den Süden der Halbinsel Lista verläuft der Fylkesvei 43. Er führt über Vestbygd nach Vanse und Farsund, bevor er über eine Brücke weiter in den Osten führt. Außerhalb der Gemeinde mündet die Straße in die Europastraße 39 (E39). Der Fylkesvei 4104 und der Fylkesvei 465 führen vom südlichen Areal der Kommune weiter in den Norden. Nahe der Nordgrenze mündet der Fylkesvei 4104 in den Fylkevei 465, der schließlich in Kvinesdal in die E39 mündet.

### Wirtschaft
Die Gemeinde Farsund hat viele landwirtschaftlich genutzten Flächen und eine für die Landwirtschaft in der Region hohe durchschnittliche Betriebsgröße. Vor allem die Milch- und Fleischproduktion spielen eine größere Rolle, wobei in größerem Grad auf die Haltung von Rindern und Schafen gesetzt wird. Auf den Feldern wird unter anderem Getreide angebaut. In der Kommune wird Forstwirtschaft und Fischerei betrieben, wobei vor allem die Fischzucht von Bedeutung ist. Die Industrie wird von der Metallbranche dominiert, wobei vor allem die Unternehmen Alcoa und Aludyne Norway größere Arbeitgeber sind. Für die Stadt Farsund ist auch die Seefahrt von größerer Bedeutung und es sind dort mehrere Reedereien angesiedelt. Die Stadt ist zudem ein Handels- und Dienstleistungszentrum und die Zeitung Lister (ehemals Farsunds Avis) wird dort veröffentlicht. Im Jahr 2021 arbeiteten von rund 4700 Arbeitstätigen etwa 3300 in Farsund selbst, zirka 470 waren in Lyngdal tätig. Der Rest verteilte sich auf Gemeinden wie Kristiansand und Flekkefjord.

## Name und Wappen
Das Wappen der Kommune zeigt vier grüne Bäume auf gelben Hintergrund. Es ist seit etwa 1900 bekannt und soll die Linden auf dem Stadtplatz von Farsund darstellen. Der Name Farsunds wurde ursprünglich für die Meerenge östlich der Stadt Farsund verwendet.

## Kultur

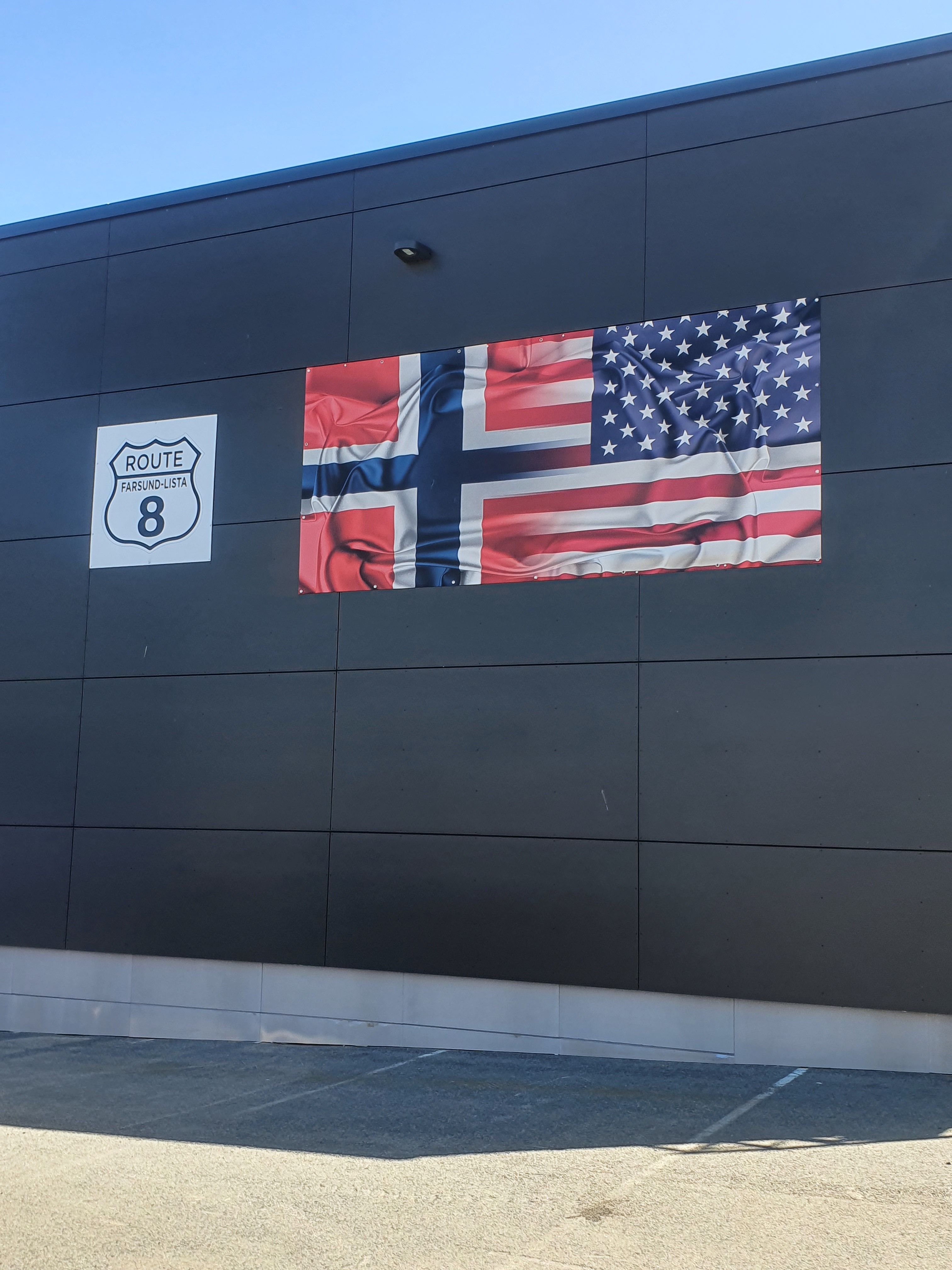
Amerikanischer Kult in Farsund

Einmal jährlich am letzten Wochenende im Juni findet in Vanse das American Festival statt. Zwischen 1825 und 1925 wanderten aus Norwegen insgesamt über 800.000 Personen nach Nordamerika aus. Die Ortschaft Vanse ist von US-Amerikanischem geprägt und amerikanische Symbole sind allgegenwärtig. So gibt es unter anderem amerikanische Autos und Flaggen in Vanse.

## Persönlichkeiten
- Eilert Sundt (1817–1875), Soziologe und Theologe
- Frank Samuelsen (1870–1946), norwegisch-amerikanischer Ruderer, überquerte als erster den Atlantik im Ruderboot
- Richard Birkeland (1879–1928), Mathematiker
- Vesla Vetlesen (1930–2024), Politikerin
- Mirjam Kristensen (* 1978), Schriftstellerin
- Martin Spinnangr (* 1987), Beachvolleyballspieler